# 4-idrossimandelato ossidasi
La 4-idrossimandelato ossidasi è un enzima appartenente alla classe delle ossidoreduttasi, che catalizza la seguente reazione:
(S)-2-idrossi-2-(4-idrossifenil)acetato + O2 ⇄ 4-idrossibenzaldeide + CO2 + H2O2
L'enzima è una flavoproteina (utilizza il FAD) e richiede anche il Mn2+.